# Atletiek op de Paralympische Zomerspelen 1980
De VIe Paralympische Spelen werden in 1980 gehouden in Arnhem en Veenendaal, Nederland. Atletiek was een van de 13 sporten tijdens deze spelen.
De atletiek vond plaats op Nationaal Sportcentrum Papendal in Arnhem.

## Disciplines
Er stonden bij de atletiek 11 disciplines op het programma.
- Estafette
- Hardlopen
- Kegelwerpen
- Discuswerpen

- Hoogspringen
- Speerwerpen
- Verspringen
- Slalom

- Vijfkamp
- Kogelstoten
- Hink-stap-springen

## Mannen

### Estafette
| Rank | Land             | Tijd    |
| ---- | ---------------- | ------- |
| 1    | Mexico           | 1:04.73 |
| 2    | Verenigde Staten | 1:15.55 |
| 3    | Nederland        | 1:18.45 |

| Rank | Land             | Tijd  |
| ---- | ---------------- | ----- |
| 1    | Verenigde Staten | 46.55 |
| 2    | België           | 48.10 |
| 3    | Denemarken       | 49.09 |

| Rank | Land   | Tijd    |
| ---- | ------ | ------- |
| 1    | België | 1:10.90 |
| 2    | Mexico | 1:11.61 |
| 3    | Canada | 1:12.43 |

| Rank | Land           | Tijd    |
| ---- | -------------- | ------- |
| 1    | West-Duitsland | 1:02.01 |

| Rank | Land           | Tijd    |
| ---- | -------------- | ------- |
| 1    | West-Duitsland | 1:20.43 |

| Rank | Land             | Tijd    |
| ---- | ---------------- | ------- |
| 1    | Verenigde Staten | 1:17.22 |

| Rank | Land           | Tijd  |
| ---- | -------------- | ----- |
| 1    | West-Duitsland | 51.03 |

| Rank | Land             | Tijd    |
| ---- | ---------------- | ------- |
| 1    | Verenigde Staten | 5:03.27 |

| \| Rank \| Land \| Tijd \| \| ---- \| -------------- \| ------- \| \| 1 \| West-Duitsland \| 3:59.87 \| |                |         |
| Rank | Land           | Tijd    |
| 1 | West-Duitsland | 3:59.87 |

### Hardlopen

#### 60 m
| Klasse | tijd  | land | Goud                     | land | Zilver          | land | Brons             |
| ------ | ----- | ---- | ------------------------ | ---- | --------------- | ---- | ----------------- |
| 1A     | 20.15 | MEX  | Francisco de las Fuentes | CAN  | G. Birch        | SUI  | Meinrad Cavigelli |
| 1B     | 16.89 | SWE  | Leif Hedman              | MEX  | Arturo Granados | GRE  | George Mouzakis   |
| 1C     | 13.80 | MEX  | Eduardo Monsalvo         | MEX  | Pedro Sandoval  | NZL  | D. Miller         |
| A      | 7.70  | GBR  | William McLeod           | USA  | Melvin Copeland | POL  | Ryszard Kozuch    |

#### 80 m
| Klasse | tijd  | land | Goud           | land | Zilver       | land | Brons         |
| ------ | ----- | ---- | -------------- | ---- | ------------ | ---- | ------------- |
| CP C   | 12.12 | FRA  | Andre Havard   | SWE  | Tony Harborn | SWE  | Bertil Swahn  |
| CP D   | 10.78 | DEN  | Henrik Thomsen | FRA  | Duvivier     | USA  | Arthur Graham |

#### 100 m
| Klasse     | tijd  | land | Goud               | land | Zilver            | land | Brons             |
| ---------- | ----- | ---- | ------------------ | ---- | ----------------- | ---- | ----------------- |
| 2          | 17.83 | MEX  | Eusebio Valdez     | KUW  | Shafy Meraweh     | USA  | Gary Kerr         |
| 3          | 17.77 | SWE  | Lars Lofstrom      | BEL  | Marc de Vos       | AUS  | Chris Alp         |
| 4          | 17.66 | USA  | B. Parks           | SWE  | Rolf Johansson    | AUS  | Richard Oliver    |
| 5          | 18.07 | BEL  | M. de Meyer        | CAN  | M. Fitzgerald     | AUS  | Erich Hubel       |
| B          | 11.43 | POL  | Jerzy Landos       | USA  | Winford Haynes    | POL  | Jozef Pokrywka    |
| C          | 13.79 | CAN  | Magella Belanger   | CAN  | Tony Wills        | AUS  | Joseph Egan       |
| C1         | 16.96 | CAN  | Denis Lapalme      | AUT  | Alois Karner      | POL  | Henryk Piatkowski |
| D          | 18.50 | FRG  | K. Wagner          | CAN  | J. Harrison       | FRG  | K. Will           |
| D1 Renners | 59.03 | AUT  | Walter Fink        |      |                   |      |                   |
| D1 Wheelen | 18.47 | USA  | Jim Martinson      | USA  | C. Brinkman       | AUT  | Walter Zierl      |
| E          | 11.20 | FIN  | Harri Jauhiainen   | POL  | Jan Krauz         | AUT  | Wolfgang Pickl    |
| E1         | 12.22 | NOR  | Cato Zahl Pedersen | ISR  | Yekutiel Gershoni | LUX  | Marco Schmit      |
| F          | 11.93 | AUS  | Lanham             | HKG  | Shing Chi Ko      | AUT  | Gerhard Kolm      |
| F1         | 12.41 | FRG  | Matthias Berg      | CAN  | C. Peart          | FRG  | R. Scharmentke    |

#### 200 m
| Klasse | tijd  | land | Goud           | land | Zilver      | land | Brons        |
| ------ | ----- | ---- | -------------- | ---- | ----------- | ---- | ------------ |
| 2      | 36.63 | MEX  | Eusebio Valdez | USA  | Gary Kerr   | MEX  | G. M. Oviedo |
| 3      | 35.80 | AUS  | Mike Nugent    | BEL  | Marc de Vos | AUS  | Chris Alp    |

#### 400 m
| Klasse     | tijd    | land | Goud               | land | Zilver            | land | Brons         |
| ---------- | ------- | ---- | ------------------ | ---- | ----------------- | ---- | ------------- |
| 2          | 1:18.08 | MEX  | Eusebio Valdez     | USA  | Gary Kerr         | KUW  | Shafy Meraweh |
| 3          | 1:14.46 | BEL  | Marc de Vos        | AUS  | Mike Nugent       | AUS  | Fred Pointer  |
| A          | 58.07   | CAN  | Patrick York       | FRG  | Klaus Meyer       | NED  | J. W. Visser  |
| B          | 50.70   | POL  | Jerzy Landos       | AUS  | Jeff McNeil       | BEL  | Freddy Matton |
| C          | 1:08.34 | FRG  | Jurgen Johann      | AUT  | Karl Brunner      | CAN  | Tony Wills    |
| C1         | 1:45.20 | AUT  | Alois Karner       | POL  | Henryk Piatkowski |      |               |
| D          | 1:37.38 | CAN  | J. Harrison        | FRG  | K. Will           | FRG  | K. Wagner     |
| D1 Renners | 5:19.90 | AUT  | Walter Fink        |      |                   |      |               |
| D1 Wheelen | 1:13.05 | USA  | C. Brinkman        | USA  | Jim Martinson     | USA  | J. Finch      |
| E          | 49.96   | FIN  | Harri Jauhiainen   | POL  | Jan Krauz         | FIN  | R. Lindberg   |
| E1         | 59.08   | NOR  | Cato Zahl Pedersen | ISR  | Yekutiel Gershoni |      |               |
| F          | 54.72   | POL  | Marian Wierzbicki  | AUS  | Lanham            | AUT  | Gerhard Kolm  |
| F1         | 1:01.17 | FRG  | Matthias Berg      | FRG  | R. Scharmentke    | CAN  | C. Peart      |

#### 800 m
| Klasse | tijd    | land | Goud            | land | Zilver         | land | Brons          |
| ------ | ------- | ---- | --------------- | ---- | -------------- | ---- | -------------- |
| 4      | 2:25.91 | CAN  | R. Hansen       | USA  | B. Parks       | MEX  | Uriel Martinez |
| 5      | 2:18.81 | CAN  | M. Fitzgerald   | AUS  | Erich Hubel    | NED  | E. H. Roek     |
| CP C   | 2:35.90 | SWE  | Bertil Shawn    | SWE  | Tony Harborn   | ITA  | Mario Panico   |
| CP D   | 2:31.90 | SWE  | Jonas Andersson | DEN  | Henrik Thomsen | FRA  | Duvivier       |

#### 1500 m
| Klasse | tijd    | land | Goud               | land | Zilver            | land | Brons             |
| ------ | ------- | ---- | ------------------ | ---- | ----------------- | ---- | ----------------- |
| 4      | 4:46.40 | USA  | B. Parks           | CAN  | R. Hansen         | BEL  | Remi van Ophem    |
| 5      | 4:17.00 | CAN  | M. Fitzgerald      | NED  | E. H. Roek        | AUS  | Erich Hubel       |
| A      | 4:31.60 | CAN  | Jacques Pilon      | NOR  | Joerund Gaasemyr  | NOR  | Hans Anton Aalien |
| B      | 4:08.80 | CAN  | P. English         | USA  | Leamon Stansell   | AUS  | B. Sandilands     |
| E      | 4:23.00 | FIN  | R. Lindberg        | CAN  | C. Facey          | POL  | Jan Krauz         |
| E1     | 4:34.60 | NOR  | Cato Zahl Pedersen | ISR  | Yekutiel Gershoni | DEN  | Jorn Nielsen      |
| F      | 4:18.89 | FRG  | Karl Schroeder     | FRA  | J. Alexandre      | ESP  | J. Santos         |
| F1     | 5:24.03 | EGY  | Khater Eid Ghreeb  |      |                   |      |                   |

#### 5000 m
| Klasse  | tijd     | land | Goud         | land | Zilver        | land | Brons           |
| ------- | -------- | ---- | ------------ | ---- | ------------- | ---- | --------------- |
| A Lopen | 25:53.00 | JPN  | S. Kobayashi | FIN  | R. Luotonen   | YUG  | Miroslav Jancic |
| B Lopen | 25:24.80 | GBR  | D. Howie     | USA  | Gerald O'Neil | CAN  | E. Morten       |

### Kegelwerpen
| Klasse | Afstand | land | Goud           | land | Zilver                   | land | Brons          |
| ------ | ------- | ---- | -------------- | ---- | ------------------------ | ---- | -------------- |
| 1A     | 25.00   | AUS  | Wayne Patchett | MEX  | Francisco de las Fuentes | IRL  | Patrick McCool |
| 1B     | 27.12   | USA  | Julius Duval   | BAH  | John Sands               | CAN  | D. Cherenko    |

### Discuswerpen
| Klasse | Afstand | land | Goud                | land | Zilver             | land | Brons             |
| ------ | ------- | ---- | ------------------- | ---- | ------------------ | ---- | ----------------- |
| 1A     | 13.72   | AUS  | Wayne Patchett      | FRG  | Edund Weber        | IRL  | Patrick McCool    |
| 1B     | 13.52   | USA  | Julius Duval        | FIN  | M. Heinonmaki      | BAH  | John Sands        |
| 1C     | 17.14   | MEX  | Pedro Sandoval      | NZL  | David Hynds        | POL  | Jozef Jagiela     |
| 2      | 26.72   | NZL  | Graham Condon       | YUG  | Joze Okoren        | USA  | Robert Tusa       |
| 3      | 30.00   | BEL  | Remi van Ophem      | KEN  | Japheth Musyoki    | AUS  | Eric Russell      |
| 4      | 29.80   | CAN  | Eugene Reimer       | ARG  | Luis Grieb         | GBR  | S. Gregg          |
| 5      | 38.16   | SWE  | Raymond Clark       | POL  | Jerzy Skrzypek     | AUS  | Rene Ahrens       |
| A      | 35.94   | FIN  | Pekka Kujala        | FRG  | Dieter Grundmann   | POL  | Ryszard Zyskowski |
| B      | 39.36   | POL  | Andrzej Godlewski   | SWE  | Gosta Karlsson     | FIN  | Teuno Talmia      |
| C      | 39.42   | FRG  | Hans Josefiak       | CAN  | A. Heaver          | ISR  | Zvi Hoffman       |
| C1     | 27.42   | POL  | Mieczyslaw Maminski | FIN  | Pekka Ihalainen    | POL  | Henryk Piatkowski |
| CP C   | 22.74   | BEL  | M. de Vlieghere     | ISR  | Yehu Adeni         | USA  | Rick Ross         |
| CP D   | 29.14   | NOR  | Bjorn Tangen        | USA  | Tom Becke          | USA  | Jack Kelly        |
| D      | 34.14   | POL  | Andrzej Poplawski   | POL  | Andrzej Zmitrowicz | ISR  | Issahar Navon     |
| D1     | 28.36   | USA  | John Jerome         | USA  | Richard Bryant     | AUT  | Walter Zierl      |
| E      | 35.34   | FRG  | Alois Beez          | POL  | Jerzy Dabrowski    | FIN  | Atte Karkkainen   |
| F      | 37.76   | BEL  | Achiel Braet        | CAN  | Dan Leonard        | NED  | H. Alberts        |
| J      | 26.24   | POL  | Stanislaw Paluch    | GBR  | Philip Sadler      | CAN  | D. Vincent        |

### Hoogspringen
| Klasse | hoogte | land | Goud            | land | Zilver         | land | Brons            |
| ------ | ------ | ---- | --------------- | ---- | -------------- | ---- | ---------------- |
| A      | 1.53   | CAN  | E. Lambier      | USA  | Robert Wright  | USA  | John Bowman      |
| B      | 1.78   | JPN  | Hiromasa Matsui | AUT  | August Hofer   | FRG  | W. Knorrs        |
| C      | 1.55   | FRG  | Jurgen Johann   | NZL  | D. J. Eden     | CAN  | Tony Wills       |
| D      | 1.96   | CAN  | Arnold Boldt    | GBR  | Anthony Willis | FRG  | Norbert Kolodzie |
| E      | 1.67   | POL  | Jan Krauz       | SUI  | Walter Kessler | ESP  | Andres Garcia    |
| F      | 1.70   | AUT  | Gerhard Kolm    | JPN  | S. Ishii       | ISR  | Nitzan Atzmon    |

### Speerwerpen
| Klasse | Afstand | land | Goud               | land | Zilver              | land | Brons               |
| ------ | ------- | ---- | ------------------ | ---- | ------------------- | ---- | ------------------- |
| 1C     | 14.74   | FRG  | Guenter Spiess     | FRG  | Siegmar Henker      | POL  | Jozef Jagiela       |
| 2      | 21.28   | NED  | J. Levestone       | USA  | Robert Tusa         | NED  | J. F. G. Weyers     |
| 3      | 22.92   | USA  | Reno Levis         | JAM  | Davis Jeffreson     | BEL  | Marc de Vos         |
| 4      | 27.62   | FRG  | E. Benz            | FRG  | Johann Schuhbauer   | YUG  | Marjan Peternelj    |
| 5      | 32.98   | SWE  | Raymond Clark      | POL  | Jerzy Skrzypek      | FRA  | P. Morel            |
| B      | 59.36   | FIN  | Timo Sulisalo      | CAN  | G. Marois           | POL  | Andrzej Godlewski   |
| C      | 48.48   | AUT  | Gilbert Pflanzer   | CAN  | A. Heaver           | FRG  | E. Kuehnel          |
| C1     | 34.14   | CAN  | Denis Lapalme      | POL  | Henryk Piatkowski   | POL  | Mieczyslaw Naminski |
| CP C   | 25.82   | BEL  | M. de Vlieghere    | ISR  | Yehu Adeni          | NED  | T. A. van der Marel |
| CP D   | 36.16   | NOR  | Bjorn Tangen       | USA  | Charles Mowery      | SUI  | Andreas Boettinger  |
| D      | 37.26   | POL  | Andrzej Zmitrowicz | FRA  | Leon Sur            | NED  | Bert Bottemanne     |
| D1     | 27.84   | USA  | John Jerome        | AUT  | Walter Zierl        | JAM  | Norman Burke        |
| E      | 48.58   | POL  | Jerzy Dabrowski    | FRG  | Alois Beez          | FIN  | Reino Jaaskelainen  |
| F      | 41.26   | CAN  | Dan Leonard        | BEL  | Achiel Braet        | NED  | H. Alberts          |
| J      | 24.86   | GBR  | Philip Sadler      | EGY  | Metwali Ahmed Khadr | POL  | Stanislaw Paluch    |

### Verspringen
| Klasse | afstand | land | Goud               | land | Zilver             | land | Brons             |
| ------ | ------- | ---- | ------------------ | ---- | ------------------ | ---- | ----------------- |
| A      | 2.86    | NOR  | Jarle Johnsen      | FIN  | Markku Onnela      | CAN  | Yvan Bourdeau     |
| B      | 6.29    | POL  | Andrzej Pawlik     | JPN  | Masafumi Muramatsu | FRG  | W. Knorrs         |
| C      | 2.39    | AUT  | George Jorg        | FRG  | Jurgen Johann      | ISR  | Zvi Hoffman       |
| CP C   | 3.72    | BEL  | Alex Hermans       | USA  | Salvin Ficaro      | USA  | Rick Ross         |
| CP D   | 4.46    | FRA  | B. Pierre          | SWE  | Jonas Andersson    | BEL  | Mario de Baene    |
| D      | 2.92    | CAN  | Arnold Boldt       | NED  | Bert Bottemanne    | FRG  | Norbert Kolodzie  |
| E      | 6.52    | POL  | Jan Krauz          | FRG  | Andres Garcia      | POL  | Jerzy Dabrowski   |
| E1     | 5.17    | NOR  | Cato Zahl Pedersen | DEN  | Jorn Nielsen       | ISR  | Yekutiel Gershoni |
| F      | 5.99    | POL  | Marian Wierzbicki  | JPN  | S. Ishii           | HKG  | Shing Chi Ko      |
| F1     | 5.32    | FRG  | Matthias Berg      | CAN  | C. Peart           | FRG  | R. Scharmentke    |

### Vijfkamp
| Klasse | Punten | land | Goud              | land | Zilver             | land | Brons            |
| ------ | ------ | ---- | ----------------- | ---- | ------------------ | ---- | ---------------- |
| 1A     | 3028.3 | FIN  | U. Ikonen         | FIN  | Matti Launonen     |      |                  |
| 1B     | 4412.2 | AUT  | G. Frank          | AUS  | Ian Trewhella      | SWE  | Goran Eriksson   |
| 1C     | 5385.1 | FRG  | Siegmar Henker    | AUT  | Felix Lettner      | JAM  | Patrick Reid     |
| 2      | 4557.3 | FRG  | Walter Hertle     | NED  | J. F. G. Weyers    | ITA  | Giuseppe Trieste |
| 3      | 4714.3 | USA  | Reno Levis        | AUT  | Wolfgang Stieg     | AUS  | Eric Russell     |
| 4      | 4385.8 | FRG  | Johann Schuhbauer | USA  | L. Zeise           | FRG  | W. Flach         |
| 5      | 5636.0 | SWE  | Raymond Clark     | BEL  | M. de Meyer        | FRG  | P. Ost           |
| A      | 4244.1 | POL  | Ryszard Zyskowski | ISR  | Reuven Perach      | ISR  | David Jakubovich |
| B      | 4527.1 | POL  | Andrzej Pawlik    | BEL  | Pawel Janowicz     | BEL  | Danny de Sutter  |
| C      | 4339.1 | CAN  | A. Heaver         | AUT  | George Jorg        | ISR  | Zvi Hoffman      |
| C1     | 3414.5 | AUT  | Karl Prichtzig    | FIN  | Lasse Eva          |      |                  |
| D      | 4148.6 | GBR  | Anthony Willis    | AUT  | Gerhard Grinninger | ISR  | Issahar Navon    |
| D1     | 3300.6 | USA  | Richard Bryant    | AUT  | Walter Zierl       |      |                  |
| E      | 3626.4 | CAN  | C. Facey          | FIN  | Reino Jaaskelainen | AUT  | Wolfgang Pickl   |
| E1     | 3533.6 | DEN  | Jorn Nielsen      |      |                    |      |                  |
| F      | 4238.9 | CAN  | Dan Leonard       | AUT  | Sepp Gasser        | FIN  | Heikki Miettinen |

### Kogelstoten
| Klasse | Afstand | land | Goud                | land | Zilver             | land | Brons             |
| ------ | ------- | ---- | ------------------- | ---- | ------------------ | ---- | ----------------- |
| 1A     | 5.90    | AUS  | Wayne Patchett      | FRG  | Edund Weber        | USA  | S. Wilkins        |
| 1B     | 7.05    | SUD  | Mohamad Ahmed Isam  | USA  | Julius Duval       | CAN  | J. Donahue        |
| 1C     | 7.37    | FRG  | Guenter Spiess      | FRG  | Siegmar Henker     | NZL  | David Hynds       |
| 2      | 8.42    | AUS  | M. Todd             | FRG  | Walter Hertle      | IRL  | Clause Stevens    |
| 3      | 8.32    | AUS  | Eric Russell        | KEN  | Japheth Musyoki    | BEL  | Marc de Vos       |
| 4      | 9.80    | FRG  | D. Lyons            | GBR  | S. Gregg           | FRG  | Johann Schuhbauer |
| 5      | 11.02   | SWE  | Raymond Clark       | POL  | Jerzy Skrzypek     | POL  | Jacek Kowalik     |
| A      | 11.76   | USA  | James Neppl         | FIN  | Pekka Kujala       | FRG  | Dieter Grundmann  |
| B      | 13.26   | SWE  | Gosta Karlsson      | USA  | James Mastro       | POL  | Andrzej Godlewski |
| C      | 14.13   | FRG  | Hans Josefiak       | ISR  | Zvi Karsh          | FRG  | E. Kuehnel        |
| C1     | 10.03   | POL  | Mieczyslaw Naminski | FIN  | Pekka Ihalainen    | POL  | Henryk Piatkowski |
| CP C   | 7.96    | BEL  | Alex Hermans        | BEL  | M. de Vlieghere    | SUI  | Willy Mermod      |
| CP D   | 10.22   | USA  | Tom Becke           | NOR  | Bjorn Tangen       | YUG  | Franjo Izlakar    |
| D      | 11.69   | POL  | Andrzej Poplawski   | POL  | Andrzej Zmitrowicz | FRG  | G. Dorst          |
| D1     | 9.99    | USA  | John Jerome         | USA  | Richard Bryant     | JAM  | Norman Burke      |
| E      | 14.84   | FRG  | Alois Beez          | POL  | Jerzy Dabrowski    | FIN  | Atte Karkkainen   |
| F      | 13.11   | BEL  | Achiel Braet        | CAN  | Dan Leonard        | FRG  | Juergen Kern      |
| J      | 8.77    | POL  | Stanislaw Paluch    | GBR  | Philip Sadler      | CAN  | D. Vincent        |

### Slalom
| Klasse | tijd    | land | Goud               | land | Zilver                   | land | Brons                  |
| ------ | ------- | ---- | ------------------ | ---- | ------------------------ | ---- | ---------------------- |
| 1A     | 1:15.52 | SUI  | Meinrad Cavigelli  | MEX  | Francisco de las Fuentes | CAN  | E. Batt                |
| 1B     | 1:08.38 | ITA  | Giovanni Ciuffreda | NED  | C. J. M. Slijkerman      | NED  | J. van der Belt        |
| 1C     | 57.80   | NZL  | D. Miller          | MEX  | Juan Cornejo             | JPN  | Kazuo Yamaguchi        |
| 2      | 53.47   | JPN  | Yoshio Tsunoda     | NZL  | Graham Condon            | DEN  | Jensen Frits Steilborg |
| 3      | 53.09   | BEL  | Paul Van Winkel    | FRG  | Gregor Golombek          | AUS  | Fred Pointer           |
| 4      | 47.29   | JPN  | Tadanobu Go        | JPN  | Masahiro Hara            | CAN  | R. Minor               |
| 5      | 48.30   | SUI  | Franz Nietlispach  | AUS  | Robert McIntyre          | JPN  | Fumio Ogawa            |
| F1     | 33.97   | FRG  | Andreas Brand      | FRG  | Matthias Berg            | EGY  | Khater Eid Ghreeb      |

### Hink-stap-springen
| Klasse | Afstand | land | Goud                  | land | Zilver         | land | Brons            |
| ------ | ------- | ---- | --------------------- | ---- | -------------- | ---- | ---------------- |
| A      | 8.27    | NED  | Soedjeman Dipowidjojo | POL  | Ryszard Kozuch | FIN  | Markku Onnela    |
| B      | 12.67   | POL  | Andrzej Pawlik        | ESP  | N. Alvarez     | FIN  | Kalle Hautalahti |

## Vrouwen

### Estafette
| Rank | Land             | Tijd    |
| ---- | ---------------- | ------- |
| 1    | Verenigde Staten | 1:38.61 |

| Rank | Land             | Tijd    |
| ---- | ---------------- | ------- |
| 1    | Mexico           | 56.20   |
| 2    | Verenigde Staten | 56.30   |
| 3    | West-Duitsland   | 1:01.32 |

| \| Rank \| Land \| Tijd \| \| ---- \| ---------------- \| ----- \| \| 1 \| Verenigde Staten \| 44.46 \| |                  |       |
| Rank | Land             | Tijd  |
| 1 | Verenigde Staten | 44.46 |

### Hardlopen

#### 60 m
| Klasse | tijd  | land | Goud              | land | Zilver             | land | Brons                  |
| ------ | ----- | ---- | ----------------- | ---- | ------------------ | ---- | ---------------------- |
| 1A     | 21.64 | MEX  | Josefina Cornejo  | USA  | Karen Donaldson    | GBR  | M. McLellan            |
| 1B     | 17.95 | USA  | C. Patton         | MEX  | Martha Sandoval    | IRL  | Rosaleen Gallagher     |
| 1C     | 18.89 | EGY  | Ahmed Fathi Hanan | ITA  | Gabriella Boreggio | USA  | Sharon Myers           |
| 2      | 15.07 | KUW  | Adelah Al-Romi    | MEX  | Dora Garcia        | USA  | Glee Lyford            |
| 3      | 14.00 | MEX  | Angeles Valdez    | GBR  | B. Howie           | ITA  | Anna Rita Serrone      |
| 4      | 13.28 | USA  | Sharon Rahn       | FRA  | C. Petitot         | USA  | Kathryne Lynne Carlton |
| 5      | 14.66 | MEX  | Juana Soto        | AUS  | Sue Hobbs          | SWE  | Kerstin Wiksen         |
| A      | 9.08  | USA  | Carmella Lovitt   | USA  | Lou Keller         | USA  | Melissa Ricketts       |
| CP C   | 10.57 | FRA  | Onfroy            | USA  | Margo Maddox       | USA  | Linda Feeny            |
| CP D   | 9.34  | FRA  | D. Dosimont       | SUI  | Zita Karlen        | FRA  | Royet                  |

#### 100 m
| Klasse | tijd  | land | Goud              | land | Zilver              | land | Brons           |
| ------ | ----- | ---- | ----------------- | ---- | ------------------- | ---- | --------------- |
| B      | 13.57 | POL  | Grazyna Kozlowska | USA  | June Smith          | ESP  | G. Madrid       |
| C      | 16.08 | CAN  | Anne Farrell      | CAN  | K. Gillis           | AUS  | Charmagne Cree  |
| C1     | 23.73 | POL  | Danuta Kozlak     |      |                     |      |                 |
| D      | 27.30 | USA  | Melody Williamson | USA  | R. Kirby            |      |                 |
| D1     | 27.44 | JAM  | Sarah Newland     | POL  | Barbara Bedla       | POL  | Alina Wieczorek |
| E      | 13.31 | GBR  | Barbara Joscelyne | FIN  | R. Rantala          | POL  | Zofia Mielech   |
| F      | 14.54 | JPN  | Hiromi Nobumoto   | POL  | Krystyna Cwiklinska |      |                 |
| F1     | 14.25 | CAN  | G. Cole           | ITA  | Lina Franzese       |      |                 |

#### 200 m
| Klasse | tijd  | land | Goud           | land | Zilver         | land | Brons        |
| ------ | ----- | ---- | -------------- | ---- | -------------- | ---- | ------------ |
| 2      | 47.32 | KUW  | Adelah Al-Romi | NZL  | Patricia Hill  | USA  | Glee Lyford  |
| 3      | 43.24 | USA  | Candace Cable  | MEX  | Angeles Valdez | USA  | Karen Casper |

#### 400 m
| Klasse     | tijd    | land | Goud              | land | Zilver                  | land | Brons            |
| ---------- | ------- | ---- | ----------------- | ---- | ----------------------- | ---- | ---------------- |
| 2          | 1:35.56 | USA  | Glee Lyford       | SUI  | Elisabeth Bisquolm      | NZL  | Patricia Hill    |
| 3          | 1:26.87 | USA  | Candace Cable     | MEX  | Angeles Valdez          | CAN  | P. Frazee        |
| A          | 1:10.32 | USA  | Lou Keller        | ESP  | Purificacion Santamarta | SWE  | Eva Johansson    |
| B          | 1:04.05 | FRG  | I. Schafhausen    | USA  | Brenda Wells            | USA  | Donna Webb       |
| C1         | 2:42.52 | POL  | Danuta Kozlak     |      |                         |      |                  |
| CP C       | 1:24.33 | FRA  | Onfroy            | FRA  | Veronique Rochette      | USA  | Linda Feeny      |
| CP D       | 1:24.04 | FRA  | D. Dosimont       | FRA  | Royet                   | USA  | Joanne Guardiola |
| D          | 3:14.90 | USA  | R. Kirby          |      |                         |      |                  |
| D1 Renners | 7:30.80 | POL  | Alina Wieczorek   |      |                         |      |                  |
| D1 Wheelen | 2:49.20 | POL  | Barbara Bedla     |      |                         |      |                  |
| E          | 1:03.50 | GBR  | Barbara Joscelyne | FIN  | R. Rantala              |      |                  |
| F          | 1:13.92 | CAN  | G. Cole           | FRG  | U. Sievert              | FRG  | Petra Schad      |

#### 800 m
| Klasse | tijd    | land | Goud           | land | Zilver                 | land | Brons             |
| ------ | ------- | ---- | -------------- | ---- | ---------------------- | ---- | ----------------- |
| 4      | 2:54.42 | USA  | Sharon Rahn    | USA  | Kathryne Lynne Carlton | MEX  | Ana Maria Tenorio |
| 5      | 3:06.96 | MEX  | Juana Soto     | AUS  | Sue Hobbs              | USA  | C. Curtiss        |
| A      | 2:47.56 | FRG  | Susanne Wittje | AUT  | Doris Campell          | FIN  | K. Pennanen       |
| B      | 2:29.45 | FRG  | I. Schafhausen | USA  | Brenda Wells           | CAN  | L. Wong           |

#### 1500 m
| Klasse | tijd    | land | Goud        | land | Zilver                 | land | Brons      |
| ------ | ------- | ---- | ----------- | ---- | ---------------------- | ---- | ---------- |
| 4      | 5:35.70 | USA  | Sharon Rahn | USA  | Kathryne Lynne Carlton | FRG  | C. Zeyher  |
| 5      | 6:05.60 | MEX  | Juana Soto  | AUS  | Sue Hobbs              | USA  | C. Curtiss |
| F1     | 6:33.18 | FRG  | Petra Schad | ITA  | Lina Franzese          |      |            |

#### 3000 m
| Klasse  | tijd     | land | Goud        | land | Zilver          | land | Brons      |
| ------- | -------- | ---- | ----------- | ---- | --------------- | ---- | ---------- |
| A Lopen | 20:24.20 | CAN  | Cheryl Hurd | BEL  | Marie Coosemans | JPN  | Y. Omshiro |

### Kegelwerpen
| Klasse | Afstand | land | Goud             | land | Zilver          | land | Brons              |
| ------ | ------- | ---- | ---------------- | ---- | --------------- | ---- | ------------------ |
| 1A     | 18.05   | MEX  | Josefina Cornejo | ZIM  | Sandra James    | ARG  | Eugenia Garcia     |
| 1B     | 19.68   | JAM  | Minette Wilson   | MEX  | Martha Sandoval | IRL  | Rosaleen Gallagher |

### Discuswerpen
| Klasse | Afstand | land | Goud                   | land | Zilver                       | land | Brons                 |
| ------ | ------- | ---- | ---------------------- | ---- | ---------------------------- | ---- | --------------------- |
| 1A     | 8.42    | MEX  | Josefina Cornejo       | ZIM  | Sandra James                 | ARG  | Eugenia Garcia        |
| 1B     | 10.22   | MEX  | Martha Sandoval        | USA  | Ruth Rosenbaum               | IRL  | Rosaleen Gallagher    |
| 1C     | 10.14   | USA  | Sharon Myers           | EGY  | Ahmed Fathi Hanan            | ITA  | Gabriella Boreggio    |
| 2      | 16.16   | NOR  | Kari Nilsen            | GBR  | M. Price                     | POL  | Krystyna Owczarczyk   |
| 3      | 17.54   | POL  | Z. Zawedija            | JAM  | Quida White                  | IRL  | Cathy Dunne           |
| 4      | 19.18   | USA  | Kathryne Lynne Carlton | POL  | Lilia Harasimczuk            | POL  | Barbara Magda         |
| 5      | 28.78   | JAM  | Leone Williams         | FRG  | C. Swanepoel                 | SUI  | Eva Burgunder         |
| A      | 26.49   | USA  | Melissa Ricketts       | NED  | M. A. T. Polderman-Kortekaas | NZL  | T. G. Skipwith        |
| B      | 30.12   | USA  | Janet Rowley           | POL  | Barbara Wardak               | FRG  | G. Fieber             |
| C      | 29.60   | CAN  | Anne Farrell           | FIN  | Liisa Makela                 | AUS  | Charmagne Cree        |
| C1     | 21.32   | CAN  | S. Baker               | POL  | Danuta Kozlak                | SUI  | Elisabeth Osterwalder |
| CP C   | 15.96   | GBR  | M. Goddard             | SUI  | Arlette Piller               | USA  | Debbie Bush           |
| CP D   | 22.34   | USA  | Ann Marie Roberts      | USA  | Chris Fuller                 | SUI  | Zita Karlen           |
| D      | 25.40   | CAN  | Stephania Balta        | NED  | T. G. Niehoff-Engelbertink   | AUT  | Marianne Ruml         |
| D1     | 13.50   | POL  | Barbara Bedla          | EGY  | Gaber Ali Nagat              | POL  | Alina Wieczorek       |
| E      | 25.76   | POL  | Zofia Mielech          |      |                              |      |                       |
| F      | 24.96   | POL  | Krystyna Cwiklinska    | JPN  | Hiromi Nobumoto              |      |                       |

### Hoogspringen
| Klasse | Hoogte | land | Goud              | land | Zilver           | land | Brons       |
| ------ | ------ | ---- | ----------------- | ---- | ---------------- | ---- | ----------- |
| A      | 1.23   | NED  | Joke van Rijswijk | FRG  | Ilse Bohning     | CAN  | Cheryl Hurd |
| B      | 1.49   | USA  | Janet Rowley      | USA  | Lynelle Brantner | CAN  | A. Ostapa   |
| C      | 1.30   | AUS  | Charmagne Cree    |      |                  |      |             |
| D      | 1.15   | CAN  | S. Grimstead      |      |                  |      |             |

### Speerwerpen
| Klasse | Afstand | land | Goud                   | land | Zilver                       | land | Brons                      |
| ------ | ------- | ---- | ---------------------- | ---- | ---------------------------- | ---- | -------------------------- |
| 1C     | 14.74   | USA  | Sharon Myers           | EGY  | Ahmed Fathi Hanan            |      |                            |
| 2      | 12.44   | NOR  | Kari Nilsen            | POL  | Krystyna Owczarczyk          | GBR  | M. Price                   |
| 3      | 13.62   | KEN  | Lucy Wanjiru           | ZIM  | Mary Dube                    | POL  | Halina Sobolewska          |
| 4      | 15.38   | DEN  | Lissi Kogi             | JAM  | Henriette Davis              | YUG  | Milka Milinkovic           |
| 5      | 18.24   | ISR  | Zipora Rubin-Rosenbaum | JAM  | Leone Williams               | BEL  | P. Vermeulen               |
| A      | 22.22   | USA  | Melissa Ricketts       | NED  | M. A. T. Polderman-Kortekaas | FRG  | Brigitte Otto-Lange        |
| B      | 27.06   | POL  | Dorota Blok            | POL  | Barbara Wardak               | CAN  | L. Wong                    |
| C      | 30.90   | CAN  | Anne Farrell           | FIN  | Liisa Makela                 | AUS  | Charmagne Cree             |
| C1     | 18.18   | CAN  | S. Baker               | SUI  | Elisabeth Osterwalder        | POL  | Danuta Kozlak              |
| CP C   | 12.10   | GBR  | M. Goddard             | USA  | Bev Herzog                   | SUI  | Arlette Piller             |
| CP D   | 11.60   | GBR  | Amanda Kyffin          | USA  | Mary Vaughn                  | USA  | Rosemarie Tirrelli         |
| D      | 20.70   | CAN  | Stephania Balta        | USA  | Melody Williamson            | NED  | T. G. Niehoff-Engelbertink |
| D1     | 12.82   | EGY  | Gaber Ali Nagat        | USA  | P. Martin                    | POL  | Barbara Bedla              |
| E      | 24.60   | POL  | Zofia Mielech          |      |                              |      |                            |
| F      | 26.74   | JPN  | Hiromi Nobumoto        | POL  | Krystyna Cwiklinska          |      |                            |

### Verspringen
| Klasse | Afstand | land | Goud              | land | Zilver                     | land | Brons              |
| ------ | ------- | ---- | ----------------- | ---- | -------------------------- | ---- | ------------------ |
| B      | 4.61    | FRG  | I. Schafhausen    | USA  | Donna Webb                 | POL  | Bozena Kwiatkowska |
| C      | 2.01    | CAN  | Anne Farrell      | AUS  | Charmagne Cree             | CAN  | K. Gillis          |
| CP C   | 3.43    | FRA  | Onfroy            | FRA  | Veronique Rochette         | USA  | Margo Maddox       |
| CP D   | 3.61    | FRA  | D. Dosimont       | FRA  | Royet                      | USA  | Melissa Noe        |
| D      | 2.06    | CAN  | S. Grimstead.     | NED  | T. G. Niehoff-Engelbertink |      |                    |
| E      | 4.75    | GBR  | Barbara Joscelyne | POL  | Zofia Mielech              | FIN  | R. Rantala         |
| F      | 4.44    | JPN  | Hiromi Nobumoto   | POL  | Krystyna Cwiklinska        |      |                    |
| F1     | 3.85    | CAN  | G. Cole           | FRG  | U. Sievert                 | FRG  | Petra Schad        |

### Vijfkamp
| Klasse | Punten | land | Goud                 | land | Zilver              | land | Brons             |
| ------ | ------ | ---- | -------------------- | ---- | ------------------- | ---- | ----------------- |
| 1B     | 4236.7 | IRL  | Rosaleen Gallagher   | USA  | Ruth Rosenbaum      |      |                   |
| 2      | 5294.0 | FRG  | Margit Quell         | POL  | Krystyna Owczarczyk |      |                   |
| 3      | 3885.8 | FRG  | Waltraud Hagenlocher | AUS  | Julie Russell       | IRL  | Cathy Dunne       |
| 4      | 3809.8 | POL  | Lilia Harasimczuk    | FRG  | S. Battran          | MEX  | Ana Maria Tenorio |
| 5      | 3420.3 | SWE  | Kerstin Wiksen       | FRG  | S. Roelli           |      |                   |
| A      | 4216.4 | FRG  | Ilse Bohning         | USA  | Lou Keller          | USA  | Donna Brown       |
| B      | 4396.6 | NZL  | K. M. Firth          | CAN  | L. Baillargeon      | USA  | Lynelle Brantner  |
| D      | 3357.8 | CAN  | Stephania Balta      | AUT  | Marianne Ruml       |      |                   |

### Kogelstoten
| Klasse | Afstand | land | Goud                         | land | Zilver               | land    | Brons                                |
| ------ | ------- | ---- | ---------------------------- | ---- | -------------------- | ------- | ------------------------------------ |
| 1A     | 2.94    | MEX  | Josefina Cornejo             | ZIM  | Sandra James         | ARG     | Eugenia Garcia                       |
| 1B     | 4.46    | USA  | Patton                       | MEX  | Martha Sandoval      | JAM     | Minette Wilson                       |
| 1C     | 4.07    | EGY  | Ahmed Fathi Hanan            | USA  | Sharon Myers         |         |                                      |
| 2      | 5.00    | GBR  | M. Price                     | KUW  | Adelah Al-Romi       | POL     | Krystyna Owczarczyk                  |
| 3      | 5.74    | NZL  | Eve M. Rimmer                | FRG  | Waltraud Hagenlocher | POL     | Halina Sobolewska                    |
| 4      | 6.34    | JAM  | Henriette Davis              | DEN  | Lissi Kogi           | YUG     | Milka Milinkovic                     |
| 5      | 7.22    | JAM  | Leone Williams               | FRG  | C. Swanepoel         | ISR     | Zipora Rubin-Rosenbaum               |
| A      | 7.44    | NED  | M. A. T. Polderman-Kortekaas | FRG  | Ilse Bohning         | FRG USA | Brigitte Otto-Lange Melissa Ricketts |
| B      | 8.93    | USA  | Janet Rowley                 | FRG  | G. Fieber            | POL     | Barbara Wardak                       |
| C      | 8.68    | CAN  | Anne Farrell                 | FIN  | Liisa Makela         |         |                                      |
| C1     | 6.01    | SUI  | Elisabeth Osterwalder        | POL  | Danuta Kozlak        |         |                                      |
| CP C   | 7.16    | GBR  | M. Goddard                   | USA  | Bev Herzog           |         |                                      |
| CP D   | 6.20    | FRA  | D. Dosimont                  | SUI  | Zita Karlen          | GBR     | Amanda Kyffin                        |
| D      | 8.05    | CAN  | Stephania Balta              | SUI  | Edeltraud Russo      | NED     | T. G. Niehoff-Engelbertink           |
| D1     | 4.62    | POL  | Barbara Bedla                | POL  | Alina Wieczorek      | EGY     | Gaber Ali Nagat                      |
| E      | 9.35    | POL  | Zofia Mielech                |      |                      |         |                                      |
| F      | 9.05    | POL  | Krystyna Cwiklinska          | JPN  | Hiromi Nobumoto      |         |                                      |

### Slalom
| Klasse | tijd    | land | Goud               | land | Zilver           | land | Brons         |
| ------ | ------- | ---- | ------------------ | ---- | ---------------- | ---- | ------------- |
| 1A     | 1:25.60 | USA  | Karen Donaldson    | MEX  | Josefina Cornejo | IRL  | J. Toomey     |
| 1B     | 1:09.35 | USA  | C. Patton          | USA  | Ruth Rosenbaum   | ITA  | Rosa Sicari   |
| 1C     | 1:14.69 | ITA  | Gabriella Boreggio | USA  | Sharon Myers     |      |               |
| 2      | 1:05.14 | NZL  | Patricia Hill      | DEN  | Ingrid Lauridsen | FRG  | Margit Quell  |
| 3      | 1:06.12 | USA  | Darleen Quinlan    | JAM  | Nella McPherson  | BEL  | Annie Cornil  |
| 4      | 59.10   | FRG  | B. Eckert          | FRG  | C. Zeyher        | JPN  | Chiyoko Ohmae |
| 5      | 55.30   | CAN  | J. McDonald        | FRG  | Rita Breuer      | SUI  | Rosa Zaugg    |

Atletiek · Basketbal · Boogschieten · Dartchery · Gewichtheffen · Goalball · Koersbal · Schermen · Schietsport · Tafeltennis · Volleybal · Worstelen · Zwemmen
Rome 1960 ·
Tokio 1964 ·
Tel Aviv 1968 ·
Heidelberg 1972 ·
Toronto 1976 ·
Arnhem 1980 ·
New York & Stoke Mandeville 1984 ·
Seoel 1988 ·
Barcelona 1992 ·
Atlanta 1996 ·
Sydney 2000 ·
Athene 2004 ·
Peking 2008 ·
Londen 2012 ·
Rio de Janeiro 2016 ·
Tokio 2020 ·
Parijs 2024 ·
Los Angeles 2028